# Sint-Stevensabdij (Utrecht)
De Sint-Stevensabdij of abdij (van) Oudwijk is een verdwenen benedictinessenabdij in de Nederlandse stad Utrecht en was gelegen in de buurt Oudwijk.

## Geschiedenis
Dit adellijke vrouwenklooster werd omstreeks 1135 aan de oostzijde van de stad door Mathilde, burggravin van Utrecht gesticht. Zij stelde daarvoor een stuk van haar grond ter beschikking en schonk het andere goederen. Het kreeg die eeuw nog diverse aanzienlijke schenkingen van anderen waarmee, onder meer buiten de stad Utrecht, goederen werden aangekocht. Op het kloosterperceel werd tevens in die periode een kerkgebouw aan het klooster toegevoegd. Het klooster kreeg een volledig autonome functie. In 1174 plaatste de Utrechtse bisschop Godfried van Rhenen de abdij onder meer onder zijn bescherming en gaf het zelfstandigheid met vrije abdisverkiezingen. Hildegard van Bingen trad op als raadsvrouwe voor de fanatieke abdis Sophia. In de eerste helft van 16e eeuw werden de vrije abdisverkiezingen afgeschaft.
In het laatste kwart van de 16e eeuw gebruikte het Spaanse leger de abdij als verschansing bij een aanval op de stad. Vervolgens werd de abdij in brand gestoken door Utrechtse burgers en grotendeels gesloopt. De Sint-Stevensabdij bleef nog wel in gereformeerde vorm bestaan waarbij ze de vrije beschikking over haar goederen verloor en onder het bestuur van de ridderschap kwam te vallen. De ridderschap verkocht de grond met de overgebleven gebouwen. De abdis verhuisde naar binnen de stadsmuren, de nonnen kwamen in een huurhuis terecht. Een van de latere eigenaren gebruikte het abdijperceel als buitenplaats waarna verdere verkaveling plaatsvond.
Uiteindelijk is aan het eind van de 18e eeuw de Sint-Stevensabdij definitief opgeheven. Van dit Utrechtse klooster resteren geen bouwwerken meer.
Agnietenklooster · Andreasklooster · Sint-Barbaraklooster · Begijnhof · Klooster Bethlehem · Brigittenklooster · Catharijneconvent · Ceciliaklooster · Cellebroedersklooster · Klooster Cenakel · Duitse Huis · Hieronymusconvent · Jeruzalemklooster · Karmelietenklooster · Kathedraalschool · Maria Magdalenaklooster · Mariëndaal · Minderbroederklooster · Nieuwlicht · Sint-Nicolaasklooster · Paulusabdij · Predikherenklooster · Regulierenklooster · Sint-Servaasabdij · Sint-Stevensabdij · Sint Ursulaklooster · Vredendaal · Wittevrouwenklooster